# James Heckman
James Heckman   (Chicago, 19 d'abril de 1944) és un economista i professor universitari nord-americà guardonat amb el Premi del Banc de Suècia de Ciències Econòmiques en memòria d'Alfred Nobel l'any 2000.
Va estudiar al Colorado College, i posteriorment estudià economia a la Universitat de Chicago i la Universitat de Princeton, on es va doctorar l'any 1971. Aquell mateix va començar a ensenyar a la Universitat de Colúmbia. Posteriorment es traslladà a la Universitat de Chicago.
Heckman es feu famós per introduir el concepte de «biaix de selecció» (en anglès: selection bias) en l'econometria moderna. Els economistes prenen rutinàriament dades sobre salaris per a calcular les mitjanes: molts individus estan en atur, i els salaris d'aquests no són introduïts a les dades estudiades. Els economistes fins aquell moment rebutjaven tots els expedients amb els salaris que faltaven i després calculaven termes mitjans usant les observacions restants. Heckman va demostrar que aquest procés pot conduir a un «biaix de selecció» perquè les observacions no tenen totes les dades. Per exemple, individus més pobres d'un grup solen estar desocupats més temps, de manera que els salaris mitjans acaben sent massa elevats per a aquest grup. Així, el treball de Heckman ha persuadit a economistes tractar observacions més curosament.
L'any 2000 fou guardonat amb el Premi del Banc de Suècia de Ciències Econòmiques, juntament amb Daniel McFadden, «pel desenvolupament de la teoria i dels mètodes d'anàlisi de mostres selectives».